# Дин, Джефф (программист)
Джеффри Адгейт «Джефф» Дин (англ. Jeff Dean, род. 1968) — американский учёный в области информатики и программист. В настоящее время является старшим научным сотрудником Google в команде Google Brain.

## Личная жизнь и образование
Дин получил степень доктора философии в области информатики в Вашингтонском университете, работая с Крейгом Чемберсом над методами оптимизации программ, написанных на объектно-ориентированных языках. В 1990 году он получил степень бакалавра с отличием в университете Миннесоты в области информатики и экономики. В 2009 году он был избран в Национальную инженерную академию, которая признала его работу в «области науки и проектирования крупномасштабных распределенных компьютерных систем».

## Карьера в области информатики
До прихода в Google он работал в Западной исследовательской лаборатории DEC/Compaq, где занимался инструментами профилирования, архитектурой микропроцессоров и информационным поиском.
До обучения в аспирантуре он работал во Всемирной организации здравоохранения по программе изучения СПИДа, разрабатывая программное обеспечение для статистического моделирования и прогнозирования пандемии ВИЧ/СПИДа.

## Карьера в Google
Дин присоединился к Google в середине 1999 года и в настоящее время является старшим научным сотрудником Google в группе инфраструктуры систем. Находясь в Google, он разработал и реализовал большую часть рекламных, поисковых, индексирующих и обслуживающих систем компании, а также различные части распределенной вычислительной инфраструктуры, на которой работает большинство продуктов Google. В разное время он также работал над улучшением качества поиска, статистическим машинным переводом и различными внутренними инструментами разработки программного обеспечения, а также активно участвовал в процессе найма технических специалистов.
Среди прочего, он работал над такими проектами, как:
- Spanner — масштабируемая, многоверсионная, глобально распределенная и синхронно реплицируемая база данных
- Проектирование программных систем и системы статистического машинного перевода для Google Переводчика.
- BigTable — крупномасштабная полуструктурированная система хранения данных.
- MapReduce — система для приложений, обрабатывающих большие объёмы данных.
- Google Brain — система для крупномасштабных искусственных нейронных сетей.
- LevelDB — хранилище «ключ-значение» с открытым исходным кодом.
- TensorFlow — библиотека с открытым исходным кодом для машинного обучения.

## Благотворительность
Дин и его жена, Хайди Хоппер, основали Фонд Хоппер-Дина и начали давать пожертвования в 2011 году. В 2016 году фонд предоставил Массачусетскому институту миллион долларов США для поддержки программ, способствующих разнообразию в STEM.

## Признание
- Избран в Национальную инженерную академию (2009)
- Член Ассоциации вычислительной техники (2009)
- Награда фонда ACM-Infosys (2012)
- Член Американской академии искусств и наук (2016)[10]

## Основные публикации
- Джеффри Дин и Санджай Гемават. 2004. MapReduce: Simplified Data Processing on Large Clusters. OSDI’04: Sixth Symposium on Operating System Design and Implementation (декабрь 2004)